# Giovanna Francesca Frémiot de Chantal
Jeanne-Françoise Frémyot, baronessa de Chantal (Digione, 28 gennaio 1572 – Moulins, 13 dicembre 1641), è stata una religiosa francese, fondatrice (con san Francesco di Sales) dell'Ordine della Visitazione di Santa Maria (monache Visitandine); nel 1767 è stata proclamata santa da papa Clemente XIII.

## Biografia
Di nobile famiglia, il padre era presidente del parlamento della Borgogna, Jeanne-Françoise Frémyot sposò nel 1592 il barone de Chantal, dal quale ebbe sei figli, fra cui Celse Benigne, cioè il padre di Madame de Sévigné.
Rimasta vedova, nel 1604 incontrò il vescovo di Ginevra Francesco di Sales, che predicava la quaresima a Digione: colpita dal suo carisma, si affidò alla sua direzione spirituale, divenendo la sua più fedele discepola.
Il 6 giugno 1610, presso la residenza del vescovo di Ginevra, nella casa della Galerie ad Annecy, fondò, con Francesco di Sales e Jeanne-Charlotte di Bréchard, la congregazione delle monache Visitandine (eretta in ordine religioso nel 1618).
Giovanna Francesca de Chantal, dopo un anno di noviziato, fece la sua professione religiosa nelle mani del vescovo e divenne religiosa dell'istituto da lei fondato che si diffuse rapidamente in Savoia e in Francia. Dal 1618 al 1622 fu madre superiora del monastero di Parigi che lei stessa aveva eretto.
Nel giugno 1627 le morì il figlio, Celse Bénigne de Rabutin barone de Chantal, ucciso nell'isola di Ré durante la guerra contro gli inglesi.
Si spense nel 1641 presso il convento della Visitazione di Moulins, dopo che le 75 case della Visitazione furono quasi tutte fondate da lei.
Tra le più note figlie dell'Ordine religioso da lei fondato è la mistica del Sacro Cuore di Gesù Margherita Maria Alacoque visitandina del monastero di Paray-le-Monial.

## Il culto
Venne proclamata beata da papa Benedetto XIV il 21 novembre del 1751; papa Clemente XIII la canonizzò il 16 luglio del 1767. Il suo corpo è sepolto nella chiesa della Visitazione di Annecy, accanto a quello di san Francesco di Sales.
Fino alla riforma del calendario del 1969 la sua memoria veniva celebrata il 21 agosto. Con la riforma liturgica successiva al Concilio Vaticano II la celebrazione fu spostata al 12 dicembre con il grado di memoria facoltativa. Nel 2001 papa Giovanni Paolo II stabilì per il 12 dicembre la memoria facoltativa di Nostra Signora di Guadalupe, spostando quella di Giovanna Francesca al 12 agosto; in questa data la ricorda il Martirologio Romano.
Il nome proprio Chantal era, in origine, dato alle bambine in onore della santa.